# 22e régiment d'infanterie de marine
Pour les articles homonymes, voir 22e régiment d'infanterie.
Le 22e régiment d'infanterie de marine est une unité de l'Armée de terre française. Le 22e RIMa est l'héritier direct du 4e régiment d'infanterie de marine.
En 2025 , il devient le 22e groupement d'instruction des troupes de marine (22e GITdM) de la 9e BIMa.

## Création et différentes dénominations
- Le 26 janvier 1899 : création du 4e régiment d'infanterie de marine de garnison (en garnison à Hyères).
- Le 21 décembre 1900 : dissolution du 4e régiment d'infanterie de marine de garnison.
- Le 1er janvier 1901 : création du 4e régiment d'infanterie coloniale de garnison de Toulon.
- Le 17 janvier 1901 : création du 22e régiment d'infanterie coloniale.
- le 31 mars 1932 : dissolution du 22e régiment d'infanterie coloniale.
- Le 23 août 1939 : création du 22e régiment d'infanterie coloniale. Reformé à Toulon par rappel de réservistes.
- En juillet 1940 : dissolution du 22e régiment d'infanterie coloniale.
- Le 1er juillet 1945 : création du 22e régiment d'infanterie coloniale, reformé à Hyères à partir du 16e régiment de tirailleurs sénégalais
- Le 30 novembre 1948 : dissolution du 22e régiment d'infanterie coloniale.
- Le 1er décembre 1948 : bataillons autonomes Indochine.
- Le 30 décembre 1952 : dissolution du régiment.
- Le 1er janvier 1953 : création du B.M. 22e RIC (Indochine).
- Le 30 septembre 1954 : dissolution du B.M. 22e RIC.
- Le 1er octobre 1954 : création du 22e régiment d'infanterie coloniale africain (Indochine).
- Le 30 novembre 1958 : dissolution du 22e régiment d'infanterie coloniale africain (Algérie).
- Le 1er décembre 1958 : création du 22e régiment d'infanterie de marine (Algérie).
- Le 30 juin 1963 : dissolution du 22e régiment d'infanterie de marine.
- Le 1er juillet 1963 : création du 22e bataillon d'infanterie de marine (Mers el-Kébir).
- Le 30 septembre 1967 : dissolution du 22e bataillon d'infanterie de marine.
- Le 1er janvier 1968 : création du 22e régiment d'infanterie de marine à Albi jusqu'au 30 juin 1979, par changement d'appellation du 65e RIMa créé le 1er juin 1964 à Albi.
- Le 1er juillet 1979 : garnison à Angoulême.
- Le 30 juin 1984 : dissolution du 22e régiment d'infanterie de marine.
- Le 1er juillet 1984 : création du 33e groupement de camp / 22e régiment d'infanterie de marine au camp de Sissonne (il reprend les traditions du 22e RIMa).
- Le 30 juin 1999 : dissolution du 33e groupement de camp / 22e régiment d'infanterie de marine.
- Le 1er juillet 1999 : création du 22e bataillon d'infanterie de marine à Nantes. Le 9e régiment de commandement et de soutien, est transformé en 22e bataillon d'infanterie de marine. Il reprend les traditions du 22e régiment d'infanterie de marine et du 22e régiment d'infanterie coloniale.
- 2010 : dissolution.
- 2019 : centre de formation initiale de la 9e brigade d'infanterie de marine - 22e régiment d'infanterie de marine. (CFIM 9e BIMa - 22e RIMa) d'Angoulême[1].
- 2025 : 22e groupement d'instruction des troupes de marine (22e GITdM).

## Historique des garnisons, combats et bataille
De 1900 à 1903, des éléments du 22e ont fait campagne en Chine et des unités ont pris part aux opérations du Maroc de 1923 à 1957. À la veille de la grande guerre de 1914-1918, le régiment est donc déjà un régiment aguerri ayant l'épreuve du feu.

### Jusqu'à laPremière Guerre mondiale
De 1903 à 1913, le 22e régiment d'infanterie coloniale occupe à Hyères des casernements neufs construits pour le recevoir.
En 1913, après les manœuvres du sud-ouest, il vient tenir garnison à Marseille.
C'est dans cette dernière ville, à la caserne d'Aurelle, qu'il se mobilise le 3 août 1914. Le 22e RIC est formé de trois bataillons, 3 sections de mitrailleurs et une compagnie hors rang. L'effectif est de 3 327 hommes dont 68 officiers. Il est commandé par le colonel Tétard.
Il appartient à la 6e brigade coloniale; 2e division d'infanterie coloniale.

### La Première Guerre mondiale

#### 1914
- Opérations des 3e et 4e Armées et du Corps de cavalerie Sordet :
  - 20 août : Neufchâteau
  - 27 août bataille forêt de jaulnay (meuse)
  - 22 août : Bataille de Rossignol
- Bataille de la Marne (1914):

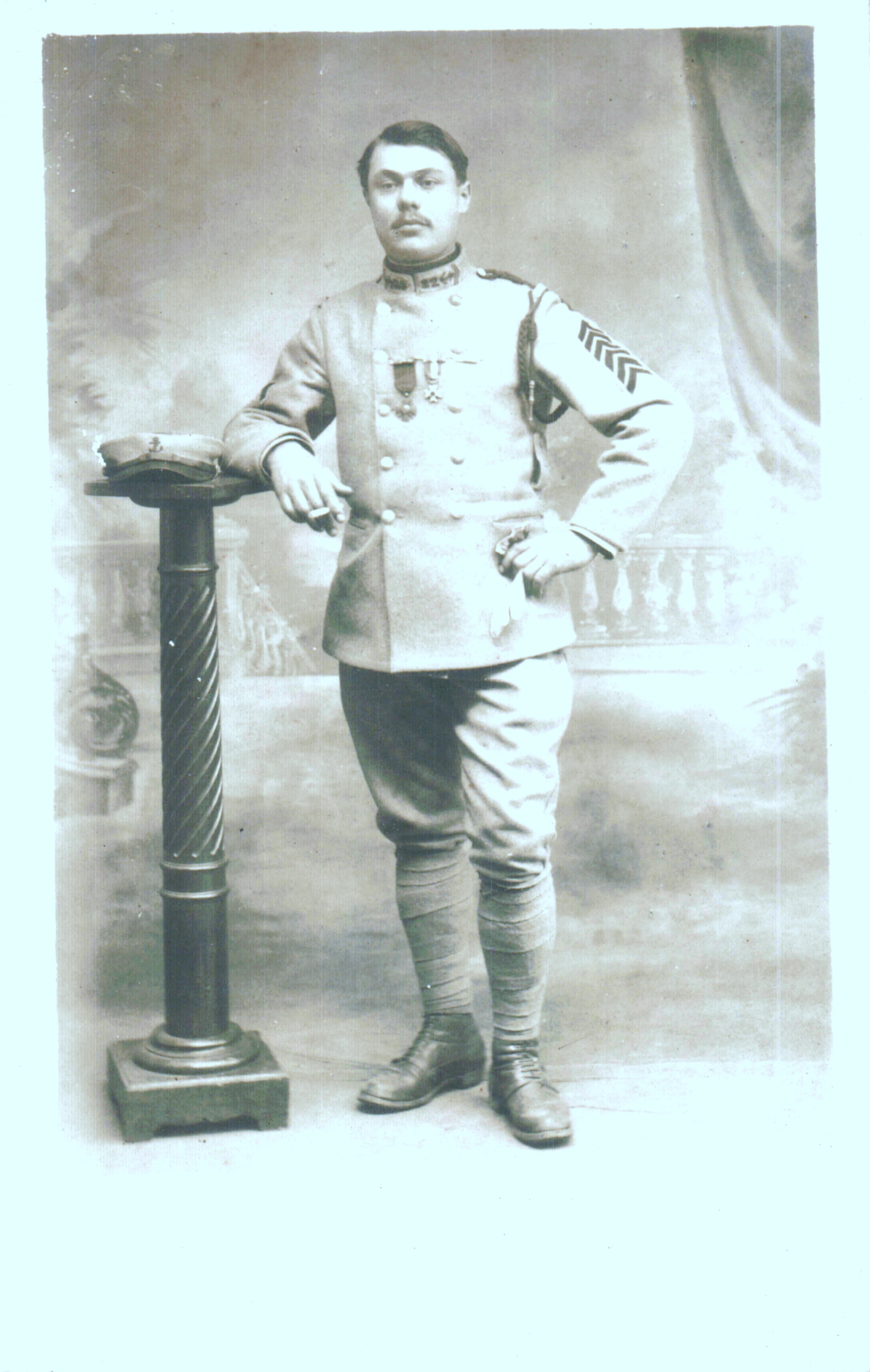

  - 6-11 septembre : Matignicourt-Goncourt, Cote 153
  - sud de Vitry Le François
- Reprise de l'offensive en Bataille de Champagne (1914-1915) :
  - 20 décembre : nord de la ferme de Beauséjour

#### 1915

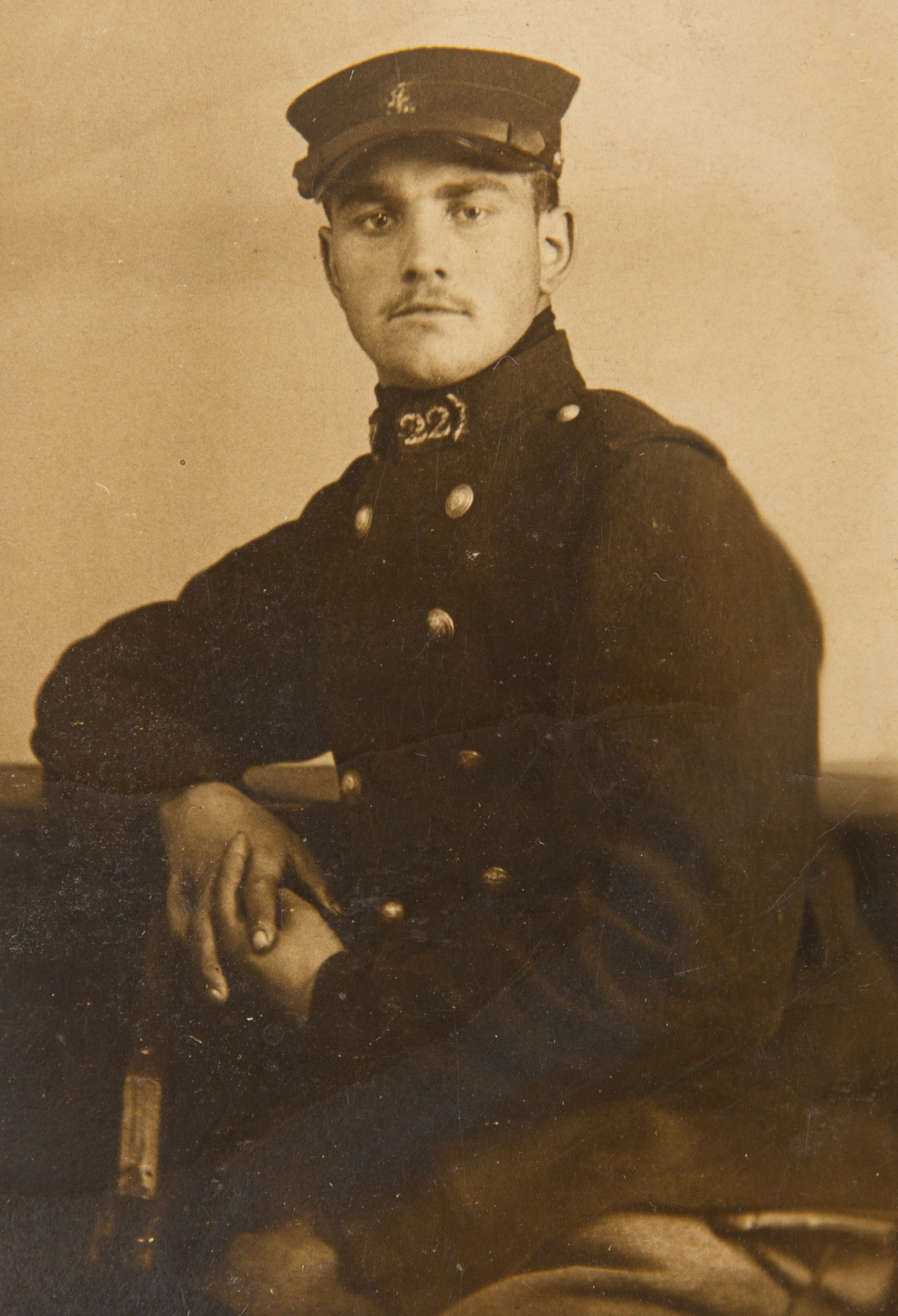
Portrait d'un mobilisé du, 1915.

- Fin janvier (une citation à l'ordre de l'armée pour le régiment).
- Champagne
  - 16-23 février : Fortin de Beauséjour
- 25 septembre-6 octobre : seconde bataille de Champagne, Main de Massiges

#### 1916
Bataille de la Somme
- 1er juillet : Frise
- Pour l'ensemble des combats du 1er au 5 juillet le régiment fut cité à l'ordre de l'armée. Le haut-commandement lui accorda la fourragère aux couleurs du ruban de la Croix de guerre 1914-1918 le 4 septembre 1916.

#### 1917
- Bataille du Chemin des Dames
- Le Chemin des Dames
  - 16 avril : Laffaux
  - Août-octobre Craonne

#### 1918
- Troisième bataille de Champagne.
- Bataille de la montagne de Reims (mai-juin).
- 15-23 juillet : Est de Reims, Cote 240.
- Ligne Hundling-Stellung[2], Herpy.
Le 6 novembre, le régiment avec la 2e DIC continue son mouvement vers le nord-est, en direction générale de Signy-l'Abbaye, Mézières (Ardennes). Il atteint successivement le 6 novembre Inaumont, Beaumont-en-Aviotte, prenant un nombreux matériel.
Le 11, l'armistice est signé et les hostilités cessent. À cette date, le régiment se trouve en Lorraine.
Pendant la grande guerre, trois citations collectives sont accordées au régiment.
Le drapeau reçoit trois nouvelles inscriptions:
 Beauséjour 1915, La Somme 1916, L'Aisne-Reims 1917-1918.
Pendant cette campagne, 1 387 hommes ont été tués, 7 087 blessés et 2 629 disparus, soit au total 11 103 pertes.
Au front 530 médailles militaires et 69 croix d'officiers où de chevaliers de la Légion d'honneur ont été remises.

### L'entre-deux-guerres
- Occupation en Allemagne en 1919 (l'occupation du Palatinat Bavarois). Il stationne dans la région de Bad-Durkheim. Puis il est déplacé sur la rive gauche du Rhin. La grande solennité de Versailles, le 28 juin 1919, libère le 22e RIC de son service de garde sur le Rhin. Il rejoint sa garnison de Marseille en juillet, après cinq ans de campagne. Le régiment est reformé à Marseille le 1er janvier 1920. Il y tiendra garnison jusqu'au 7 mai 1926, date à laquelle il vient s'installer à Aix-en-Provence. Il est dissous le 1er avril 1932. Le drapeau du régiment est versé au service des emblèmes au SHAT (service historique de l'armée de terre) pour y être conservé.

### LaSeconde Guerre mondiale
- 22e régiment d'infanterie coloniale 23 août 1939 à juillet 1940[3] :

- Reconstitué le 23 août 1939 à Toulon, le 22e RIC par rappel de réservistes en provenance des Bouches-du-Rhône, du Var, des Alpes-Maritimes, du Vaucluse, de la Lozère et du Gard. Ceux-ci sont âgés en moyenne de 30  à   35 ans, mariés et pères de famille pour la plupart, il bénéficie d'un fort encadrement d'officiers et sous-officiers d'active. Rattaché à la 5e DIC (du général Sechet) le régiment est sous les ordres du lieutenant-colonel Le Tacon. Le régiment quitte Toulon le 8 septembre. L'hiver aux avant-postes (décembre à janvier) le régiment quitte la région de Metz, après avoir franchi la ligne Maginot à Faulquemont durant deux mois trois groupes de corps francs du régiment effectuent des reconnaissances, des patrouilles et des coups de main dans la forêt de la Warndt. C'est le baptême du feu, le régiment a son premier mort et fait son premier prisonnier. Février à mai il se trouve dans la région de Vesoul. La 5e DIC a été retirée dès le 15 mai de la frontière suisse. Le 22e RIC voyage en chemin de fer, à pied, en camions, du 15 mai au 28 mai, à travers la France, selon un périple quelque peu incohérent reflétant les hésitations du commandement.
- La contre-attaque sur Abbeville. Le 28 mai 1940, en élément de renfort de la 4e division cuirassée (DCr) commandée par le colonel De Gaulle qui reçut la mission de réduire la tête de pont allemande d'Abbeville (bataille d'Abbeville). Du 29 au 30 mai, il s'empare des positions ennemies sur une longueur et une largeur de 5 kilomètres, fait 200 prisonniers et jusqu'au 2 juin repousse toutes les contre-attaques; le 1er bataillon comptant à l'origine 800 h[Quoi ?] tenant Villers-sur-Mareuil a Huchenneville au prix de 85 tués dont son chef[4]. Ce haut fait d'armes lui vaut du colonel De Gaulle, commandant de la division, l'hommage suivant : « Le 22e R.I.C. est le premier régiment français qui, depuis la guerre a emporté de haute lutte une position allemande et tenu devant toutes les contre-attaques. » Du 5 au 12 juin, il contient, au cours d'une dure retraite, la poussée allemande, combattant jusqu'à l'extrême limite de ses moyens. Dans la nuit du 8 au 9 mai (juin ?) le régiment accomplit plus de 60 km dans des conditions de fatigue extrême, sans aucun ravitaillement organisé au milieu d'une cohue de civils belges et français fuyant les Allemands. Le lieutenant-colonel Le Tacon donne l'ordre au train-auto de partir devant. Ainsi le drapeau, confié au lieutenant Berard est sauvé. Par contre, le train-hippo est capturé avant d'arriver à Doudeville, non sans s'être vaillamment défendu. Lorsqu'il termine la guerre le 12 juin à Manneville-Es-Plains à trois kilomètres de Saint-Valéry-en-Caux, le lieutenant-colonel Le Tacon s'adresse alors aux survivants de son régiment un peu moins de 400 hommes sur 2 500 dont 13 officiers sur 79, leur rappelle que dans la « Coloniale » il est de tradition de ne pas se rendre sans combattre. Pour un baroud d'honneur, 70 ans après Bazeilles. Les survivants du 22e RIC s'installent dans des bâtiments d'une grande ferme dont la cour forme un rectangle, pendant plus de trois heures le régiment tient tête aux chars de la 5e Panzer. Les munitions étant sur le point d'être épuisées et le dernier canon de 25 mm antichar s'étant enrayé, l’adjudant Andreani Antoine-Marie des services administratifs remplace le mitrailleur tué et tire les dernières cartouches, c’est alors que le chef de corps donne l'ordre de cesser le feu. Il y eut ce matin-là une trentaine de morts et de blessés, une fois de plus la « Coloniale » avait lutté jusqu'au bout. Pour les survivants, commence alors une dure épreuve de la captivité.
- Pour sa conduite au combat fin mai-début juin 1940, le 22e régiment d'infanterie coloniale reçut. Une citation à l'ordre de l'armée lui est décernée et l'inscription « LA SOMME 1940 » sera portée sur son drapeau[5].

### L'après-Seconde Guerre mondiale
- Le régiment est reformé le 1er juillet 1945 à Hyères pour entrer dans la composition de la 3e DIC et participer à la campagne d'Extrême-Orient. Ces hommes proviennent du 16e RTS, d'unités ayant été engagées en 1944-1945 sur les fronts des poches de l'Atlantique et de la mer du Nord. D'autres sont issus de la 1re armée française et de la 1re DMI. L'état-major du régiment et les trois bataillons, armés et équipés par les Britanniques. Le Drapeau, conservé par des mains pieuses au château de la Faye en Dordogne pendant l'occupation allemande, est remis solennellement au régiment le 27 août 1945. Au quartier de Vassoigne et à Coutebelle à Hyères le même jour, le colonel Missonnier dans son allocution, cite, entre autres faits d'armes, l'héroïque conduite de la formation en mai-juin 1940. Jusqu'au début 1946, l'entraînement bat son plein et le 22e RIC qui depuis septembre 1945, est destiné à opérer en Indochine, atteint ses pleins effectifs. Le 20 janvier 1946, l'état-major et sa compagnie de mitrailleuses, ainsi que le 1er et 3e bataillons embarquent à Marseille sur le paquebot britannique Monarch of Bermuda, qui prend son départ à 15 h 30 avec 108 officiers, 248 sous-officiers et 1 484 marsouins.

### Campagne d'Indochine

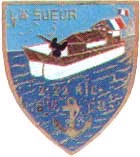
Insigne du chaland d'assaut
La Sueur travaillant au bénéfice de la 6e compagnie du 2e bataillon du.

- Le débarquement et les premiers combats[6] :

- Le 22e RIC débarque à Saïgon le 12 février 1946. Il est aussitôt engagé dans l'Est cochichinois où, par une série d'actions vigoureuses, il chasse les Việt Minh des régions de Thu Duc et de Bien-Hoa.
 Jusqu'à l'armistice de juillet 1954, le régiment et, après sa dissolution en décembre 1948, ses trois bataillons devenus autonomes, assureront la garde du secteur de Bien-Hoa et en poursuivront la pacification au prix de sacrifices sanglants, dans des combats quotidiens contre les bandes rebelles.
 Depuis son débarquement jusqu'au mois de février 1959, le régiment a perdu dans l'accomplissement de cette tâche, plus de 700 tués dont 22 officiers et 75 sous-officiers. Fidèles aux traditions des troupes coloniales, les cadres du 22e RIC faisant preuve d'un grand sens humain et politique, ont réalisé une œuvre de pacification brillante et durable. Le 22e RIC a été aussi un grand bâtisseur, marquant sans relâche, l'avance de la pacification par la construction de postes solides ; la remise en état des routes, la construction de ponts, l'assainissement des localités, la réparation des dégâts causés par les rebelles.
Deux citations à l'ordre de l'Armée ont récompensé ses brillants services en 1948 et 1950 et la fourragère aux couleurs de la Croix de guerre des Théâtres d'opérations extérieurs orne désormais son drapeau.
 Le 1er décembre 1948, le 22e RIC est dissous, les trois Bataillons qui le constituaient, ont formé corps et gardé leur numéro[7]. Le 1er novembre 1952, le 1er bataillon a donné naissance au 64e bataillon de l'Armée vietnamienne et le 2e bataillon au 65e bataillon de l'Armée vietnamienne.
 Le 1er janvier 1953 le 3e bataillon du 22e RIC alors sous les ordres du chef de bataillon Leclerc, prend la dénomination de bataillon de marche du 22e RIC.
Dissolution le 1er octobre du bataillon de marche. Ce jour-là, après presque neuf ans de combats ininterrompus en une zone où quelques années plus tard les troupes américaines vont éprouver les pires difficultés; le glorieux bataillon de marche du 22e RIC est transformé en 2e bataillon du 19e RMIC. La veille, avec tristesse mais aussi une légitime fierté, le bataillon de marche est dissous.
Le 1er octobre 1954, le 22e RIC a été de nouveau reformé à Saïgon avec les 26e et 27e et le 32e bataillons de marche de Tirailleurs sénégalais, le corps est stationné dans la région de Baria. Le 1er mars 1955, il est complété par un Bataillon du 3/24e RTS qui devient le 3/22e RIC stationné au Nord-Vietnam rejoint Saïgon le 28 avril 1955 et s'installe à Long Hiep.
Après plusieurs appellations puis changement de noms le régiment quitte l'Indochine le 4 mars 1956. L'âme emplie de tristesse, les marsouins du corps voient alors les rivages de la Cochinchine, la région où le régiment était resté stationné plus de dix ans. Au début de 1956, le 22e RIC quitte l'Indochine directement pour l'Algérie où il rejoint la 12e division d'infanterie de Tlemcen appartenant au corps d'armée d'Oran. Il reçoit la responsabilité du secteur de Marnia, à la frontière algéro-morocaine.

### Afrique du Nord
- La campagne d'Algérie[8].

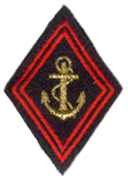
Insigne de l'infanterie de marine.

- Le 3e bataillon du 22e RIC embarque à destination de l'AFN, il devient le 1/6e RIC, puis le 3/22e RIC. Les 3 et 4 janvier 1956, le 3/22e embarque à Saïgon de l'AFN sur le s/s « Cyrénia », le 2/22e sur le s/s « Aurélia » . Le 4 mars 1956, à leur tour, le PC du 22e RIC, la CCR et le 1er bataillon embarquent sur le « Shaugum » à destination de l'Afrique du Nord. Depuis cette date le 22e RIC puis 22e R.I.Ma à compter de 1959 est implanté en bordure de la frontière franco-marocaine. Les missions du régiment sont variées.
 Le régiment s'installe dans la localité de Marnia, qui dispose d'un ancien fort, son PC qui comprend l'état-major, les éléments de commandement et de services, et une harka. Les trois bataillons de plus de mille hommes chacun, en majorité africains.
- Maintien de l'étanchéité du barrage frontière d'Ou : Postes et patrouilles de surveillance, Herse.
- Poursuite des bandes armées : embuscades, action de jour et de nuit (commando de chasse).
- Sauvegarde des points sensibles et des itinéraires.
- Pacification : regroupement des douars, mise de villages et de fermes en auto-défense, assistance médicale gratuite. Écoles, dispensaires. Soutien des services administratifs.
- Après la signature des accords d'Évian. Les Marsouins du 22e R.I.Ma sont solidement installés, malgré la précarité des moyens, dans des conditions qui sont traditionnelles à l'Armée et ils effectuent une reconversion, progressive et laborieuse, du temps de guerre au temps de paix avec la foi d'être dans la ligne des anciens. Il perdait durant cette longue campagne (6 années), 58 tués dont 9 officiers et 11 sous-officiers et 105 blessés au combat. Il infligeait aux rebelles les pertes suivantes : 500 tués, 145 prisonniers et récupérait 350 armes de guerre.
- Le 22e R.I.Ma étant dissous à la date du 30 juin 1963 à 24 heures, le 1er bataillon du 22e R.I.Ma prend la dénomination de 22e B.I.Ma à compter du 1er juillet 1963. Ses missions restent inchangées jusqu'en août 1967, avec en sus, l'instruction des appelés du contingent débarquant tous les deux mois.
- À compter du 1er septembre 1967, le Bataillon, à l'occasion de la transformation de la base de Mers el-Kébir en escale aérienne, est ramené sur Marseille (camp Sainte-Marthe) sous les ordres du lieutenant-colonel Perier, et dissous à compter du 30 septembre 1967 à 24 heures.
- Son drapeau a été déposé au Service historique de l'armée à Vincennes le 25 septembre 1967.

### Retour en France le22eR.I.Maà Albi de 1968 à 1979
Réorganisation avec les effectifs du 65e R.I.Ma dissous, le 22e R.I.Ma à Albi devient le régiment-commando de la division militaire de Toulouse dépendant elle-même à la IVe région militaire de Bordeaux.
Le régiment comprend :
- Un état-major ;
- Une compagnie de commandement et des services, dotée en particulier de deux sections de reconnaissance en jeeps ;
- Trois compagnies-commandos à une section de commandement, trois sections-commandos et une section d'appui ;
- Un groupement d'instruction à deux compagnies.

Les unités suivent les stages du centre national d'instruction commando de Montlouis pour la montagne et de celui de Collioure pour les opérations nautiques et le régiment effectue plusieurs séjours par an dans les vastes camps de La Courtine et du Larzac.

### Angoulême de 1979 à 1984
Le 1er juillet 1979, des réductions d'unités amènent le 22e R.I.Ma à quitter Albi pour Angoulême. Il y restera jusqu'au 30 juin 1984, date à laquelle il sera dissous. Son dernier Chef de Corps sera le Colonel Bontoux et son chauffeur le Première Classe appelé Gilles Lallemand. Son drapeau et ses traditions sont transférés au camp de Sissonne et confié au 33e groupe de camp.

### Sissonne de 1984 à 1999
Le 1er juillet 1984 le 33e groupement de camp/22e R.I.Ma s'est vu confier la garde du drapeau et les traditions du 22e régiment d'infanterie de marine. Stationné sur le territoire de la circonscription militaire de défense de Lille, le 33e GC/22e R.I.Ma est l'unité de soutien du camp national de Sissonne. L'effectif total en personnel est de 334 hommes dont 13 officiers, 40 sous-officiers, 270 hommes du rang et 11 personnels civils il est constitué à base d'appelés du contingent, il est dissous le 30 juin 1999. 
Il est recréé le 1er juillet 1999 à Nantes sous le nom de 22e bataillon d'infanterie de marine à partir du 9e régiment de commandement et de soutien. 

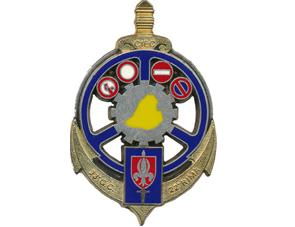
Insigne du 33e groupement de camp/22e R.I.Ma.
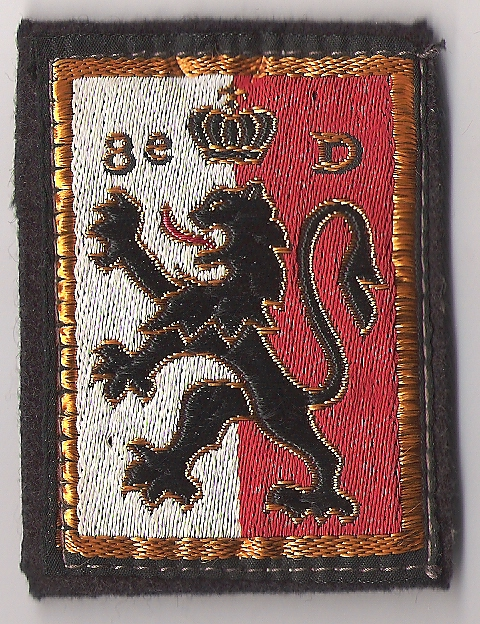
Insigne de la 8e division d'infanterie.

Le 22e bataillon d'infanterie de marine est dissous en 2010.

### Depuis 2019
Le 1er juillet 2019, le centre de formation initiale des militaires du rang (CFIM) de la 9e brigade d'infanterie de marine d'Angoulême devient le CFIM - 22e RIMa.
Le 1er juillet 2025, le CFIM - 22e RIMa change d'appellation et devient le 22e groupement d'instruction des troupes de marine (22e GITdM). Il conserve le drapeau et les traditions du 22e régiment d'infanterie de marine.

## Traditions
La fête des troupes de marine
Elle est célébrée à l'occasion de l'anniversaire des combats de Bazeilles, ce village qui a été quatre fois repris et abandonné sur ordres, les 31 août et 1er septembre 1870.
« Et au nom de Dieu, vive la coloniale »
Les Marsouins et les Bigors ont pour saint patron Dieu lui-même. Ce cri de guerre termine les cérémonies intimes qui font partie de la vie des régiments. Son origine est une action de grâce du révérend père Charles de Foucauld, missionnaire, voyant arriver à son secours les unités coloniales un jour où il était en difficulté avec une tribu locale.

## Devise du22erégimentd'infanterie coloniale
« À force d'espoir et d'audace »

## Insigne du22erégimentd'infanterie coloniale

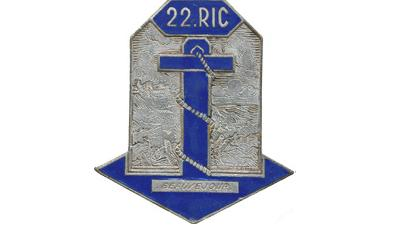
Insigne du et Beauséjour.

Insigne du 22e RIC. Fabrication drago déposé en 1945
Insigne du 22e R.I.Ma. Fabrication drago (Algérie F.I.A.)
Insigne losange portant en son centre une jonque noir surmontée d'une croix de Lorraine. le ciel est de couleur rouge. La mer est blanche, et les soutache du 22 bleue, avec deux chevrons dorés.(La jonque représente l'Extrême-Orient lorsque le régiment reformé est désigné pour l'Indochine)
L'insigne du 22e RIC fabriqué de 1932 à 1940 par la maison Drago. Représente l'attaque du fortin de Beauséjour en 1915, où le régiment se distingua. Ancre stylisée en forme de losange, émaillée bleu, paysage argent. Inscription 22e RIC et Beauséjour.

## Drapeau du régiment
Il porte, cousues en lettres d'or dans ses plis, les inscriptions suivantes,

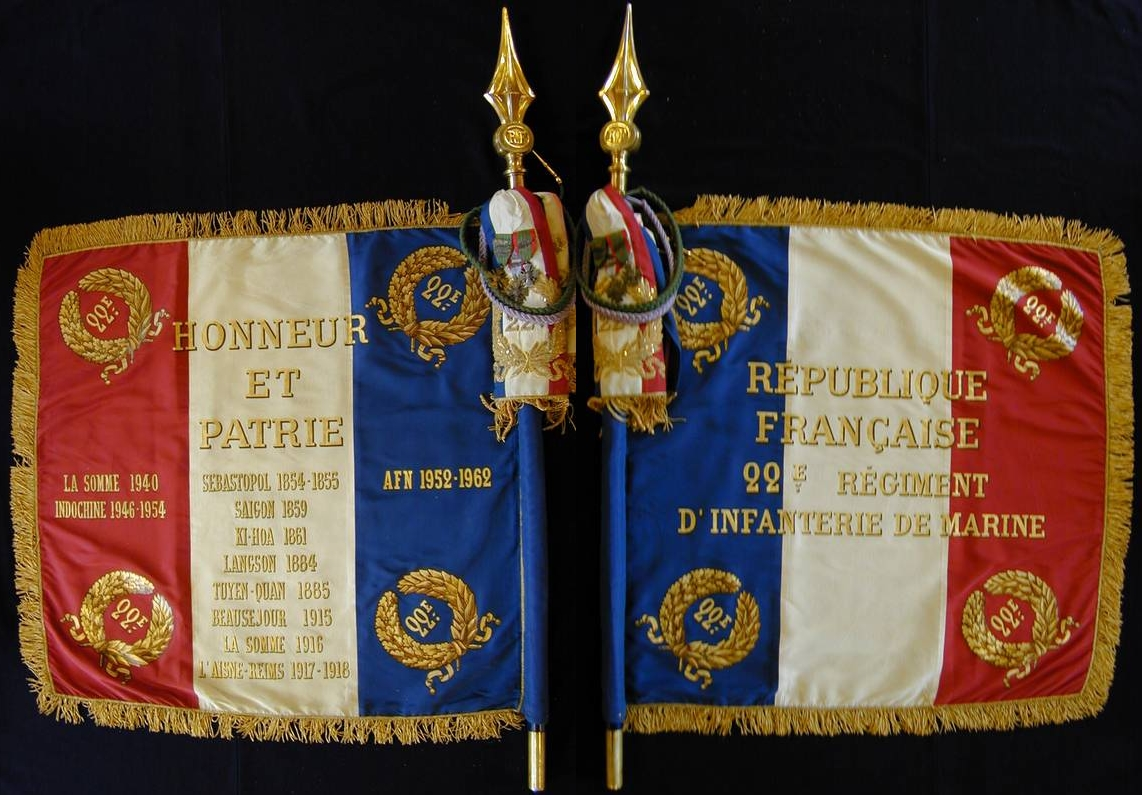

- Sébastopol 1854-1855
- Saïgon 1859
- Ky Hoa 1861
- Langson 1884
- Tuyên Quang 1885
- Beauséjour 1915[13],[14],[15],[16]
- La Somme 1916
- L'Aisne 1917-Reims 1918
- La Somme 1940
- Indochine 1946-1954
- AFN 1952-1962

## Décorations
Sa cravate est décorée de la Croix de guerre 1914-1918 avec 3 palmes de la Croix de guerre 1939-1945 avec 1 palme de la croix de guerre TOE avec deux palmes.
il porte la double fourragère aux couleurs de la Croix de Guerre 1914-1918 et de la croix de guerre des théâtres d'opérations extérieures.
Citations :
- 3 citations à l'ordre de l'Armée en 1914-1918[17] ;
- 1 citation à l'ordre de l'Armée en 1939-1945[18] ;
- 2 citations à l'ordre de l'Armée en Indochine[19].

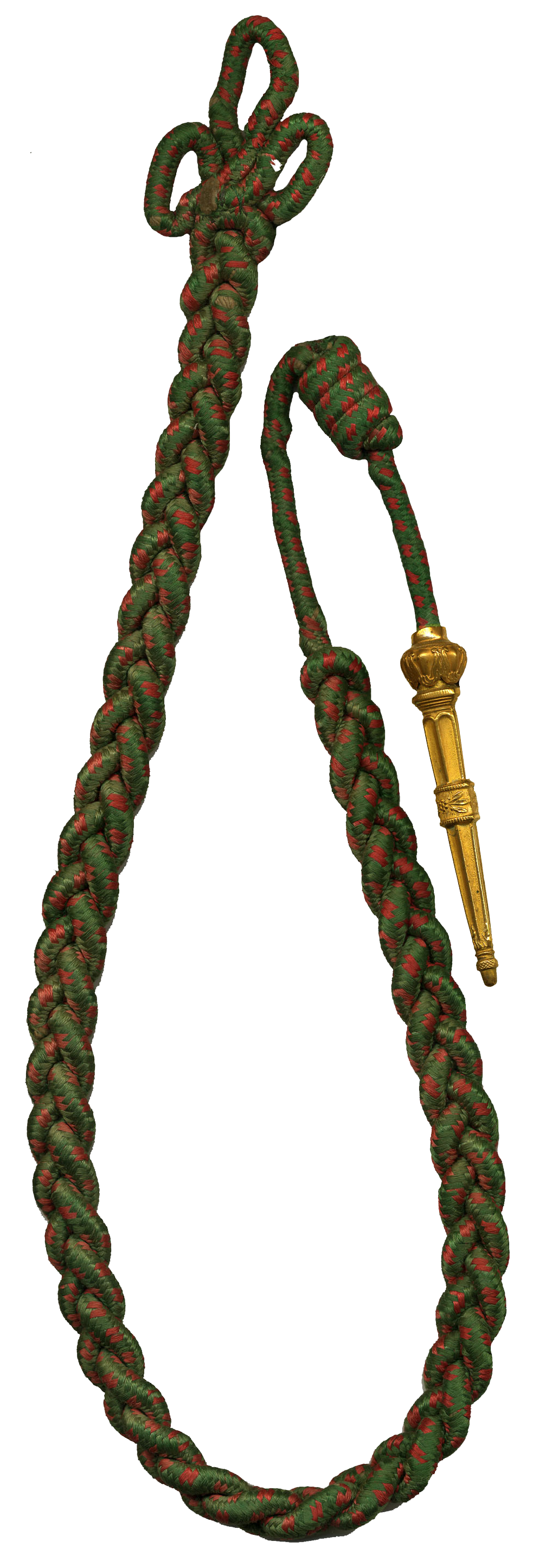
Fourragère aux couleurs du ruban de la Croix de guerre 1914-1918.
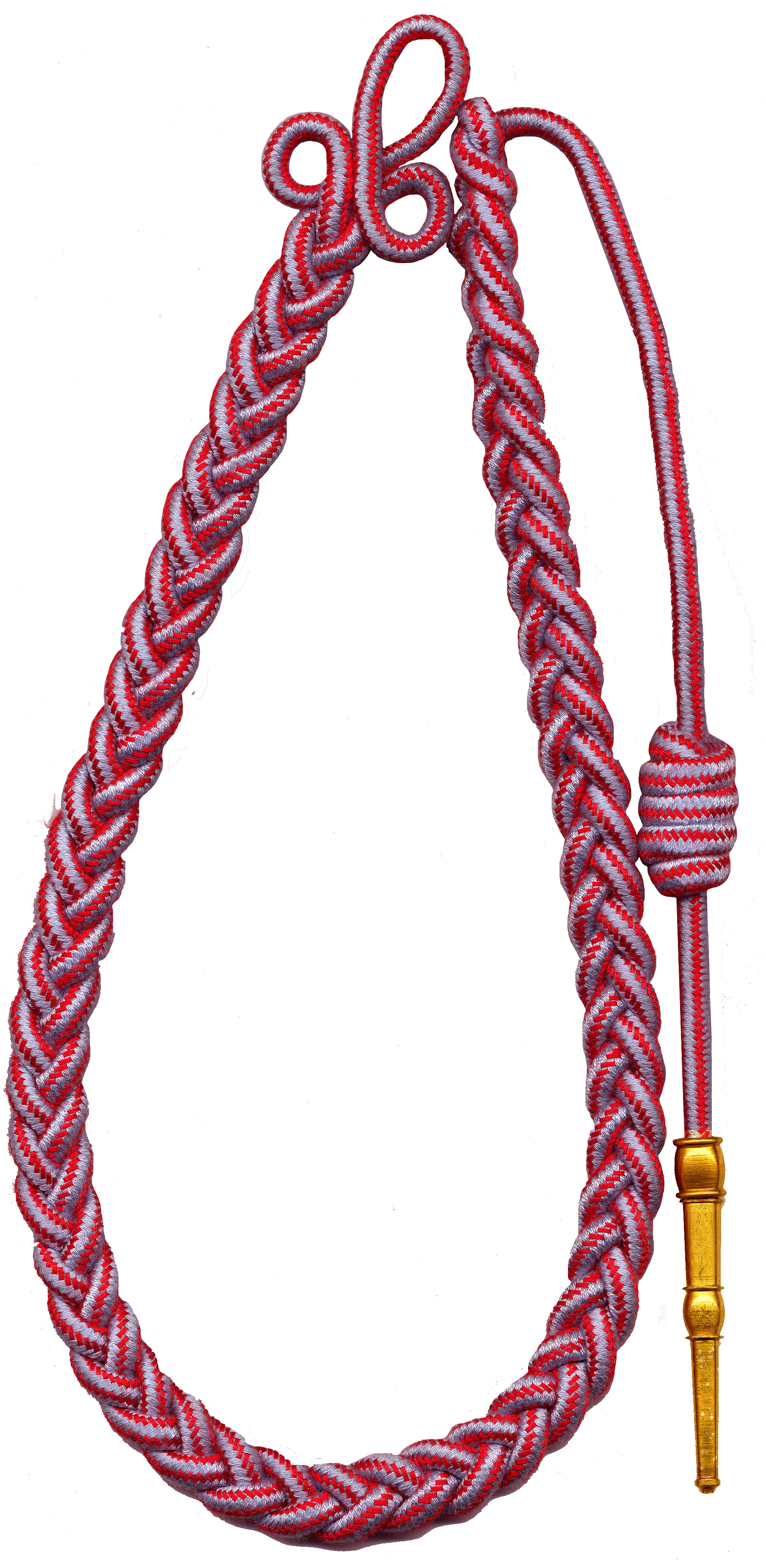
Fourragère aux couleurs du ruban de la Croix de guerre des TOE.

## Chefs de corps

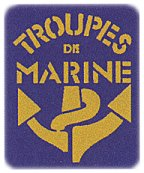
Insigne des troupes de marines.

- 22e RIC
  - 1901 : colonel Ebener
  - 1902 : colonel Spitzer
  - 1905 : colonel Chenagon
  - 1907 : colonel Lamoille
  - 1910 : colonel Hérisson
  - 1912 : colonel Friquenon
  - 27 août 1914 - 25 novembre 1914 : colonel Bonnin (pl)
  - 1915 : colonel Tétard
  - 20 janvier 1915 - 23 janvier 1915 : colonel Sadorge
  - 5 mai 1915 - 10 novembre 1915 : colonel Bonnin
  - 1916 : colonel Ducarre
  - 1917 : colonel Mangeot
  - 1917 : colonel Brousse
  - 1918 : colonel Brusseaux
  - 1918 : colonel De Fajole
  - 1918 : colonel Pasquier
  - 1919 : colonel Caillet
  - 1920 : colonel Phillipe
  - 1922 : colonel Angelin
  - 1926 : colonel Murat
  - 1928 : colonel Guignoux
  - 1930 : colonel Defère
  - 1939 : colonel Le Tacon
  - 1945 : colonel Missonnier
  - 1946 : colonel Feyler
  - 1946 : colonel Rossignol
  - 1947 : colonel Gavouyère
  - 1948 : colonel Priou
  - 1949 : colonel Briand
  - 1951 : colonel Lacheroy
  - 1954 : colonel Le Porz
  - 1955 : colonel Cazanova
  - 1955 : colonel Soreau
  - 1957 : colonel Langlais
- 22e R.I.Ma
  - 1959 : colonel Fournier
  - 1960 : colonel Florentin
  - 1962 : colonel Joube
- 22e B.I.Ma
  - 1963 : colonel Barthélemy
  - 1963 : colonel Duflot
  - 1964 : colonel Le Pors
  - 1965 : colonel Gillard
  - 1966 : colonel Périer
- 22e R.I.Ma
  - 1968 : colonel Orsini
  - 1968 :colonel Cléry
  - 1970 : colonel Périer
  - 1972 : colonel Richard
  - 1974 : colonel Leconte
  - 1976 : colonel Goze
  - 1978 : colonel Comes
  - 1980 : colonel Druart
  - 1981 : colonel Bontoux
- 33e GC/ 22e R.I.Ma
  - 1984 : colonel Vallin
  - 1986 : colonel Elles
  - 1988 : colonel Vanini
  - 1990 : colonel Martin
  - 1993 : colonel Pujol
  - 1995 : colonel Houlebrecque
  - 1997 - 1999 : colonel Klein

## Personnalités ayant servi au22eRIC

### Compagnons de la Libération
- Albert Eggenspiller (1915-1955), a commandé le 1er bataillon du 22e RIC en Indochine.
- Michel Larine (1906-1942).
- Pierre Marchand (1893-1971).
- Pierre Moguez (1913-1982).
- Louis Oubre (1885-1942).
- Pierre Poletti (1894-1971).
- Joseph Tardieu (1889-1941).

### Autres personnalités
- Alfred Armandie (1884-1915), rugbyman du SU Agen
- Louis de Cazenave (1897-2008), militaire français, avant-dernier des poilus vivant de la Grande Guerre.
- Jean Minjoz (1904-1987), homme politique français.
- Jean Trescases (1916-1951)